# Xosé Lois Vilar
Xosé Lois Vilar Pedreira, nacido en Bayona en 1965, es un activista cultural, empresario, arqueólogo e historiador gallego, especialista en Toponimia y arqueología de la costa sur de Galicia.

## Trayectoria
Licenciado en Geografía e Historia, es director de la sección de Arqueología y Prehistoria del Instituto de Estudios Miñoranos y miembro de la Asociación Gallega de Onomástica. Realizó excavaciones y estudios en el Valle Miñor (Chan do Cereixo en Donas, Panjón), Toralla, Esposende y Nieves, con especial dedicación al arte rupestre. También imparte charlas sobre la materia y conferencias en universidades. Realiza visitas guiadas a los petroglifos de toda la provincia. Además es presidente de la Asociación de defensa Medioambiental SOS la Sierra de la Groba.
Fue en las listas del BNG de Bayona en las Elecciones municipales de 2011.
Como empresario es el dueño de una cadena de fruterías.

## Publicaciones
- «Aeroguía Litoral do Ámbito Territorial da Confraría de Baiona», con Rodríguez Álvarez, R. 2004. Cofradía de Pescadores «A Anunciada».
- Baiona nas ondas do tempo (fotografía). 2004. Ediciones de la Cumbre. ISBN 978-84-8289-312-9.
- «Os nomes do mar», con Roberto Rodríguez Álvarez. Págs. 6-55 en Raigame n.º 22. 2005. Diputación de Orense.[3]
- «Toponimia marítima e fluvial desde o Miño a Panxón», con Rodríguez Álvarez, Roberto. pp. 43–56 en Ardentia n.º 3. 2006.[4]
- Talasonimia da costa sur de Galicia. 2008. Nueva Galicia Ediciones. ISBN 978-84-92590-27-8.[5][6]
- A estación de arte rupestre do Outeiro dos Lameiros. 2008. Con Méndez Quintas, Eduardo. Nueva Galicia Ediciones. ISBN 978-84-92590-32-2.
- Os nomes do mar de Baiona e Panxón. 2008. Nueva Galicia Ediciones. ISBN 978-84-96950-75-7.
- «Os nomes do mar. Talasonimia na costa sur galega», págs. 309-338 en Toponimia y cartografía. 2010. CCG. ISBN 978-84-92923-08-3.[7]